# Памятник борцам за Советскую власть (Шахты)
Памятник борцам за Советскую власть — памятник в городе Шахты Ростовской области. 

## История
В годы гражданской войны в городе Александровск-Грушевский (г. Шахты) власть несколько раз переходила от белоказаков к отрядам красноармейцев и обратно. При захвате города белоказаками были подвергнуты уничтожению шахтеры-красногвардейцы и члены их семей. Белые казаки взяли в плен около тысячи шахтёров-красногвардейцев и уничтожили около половины. В результате белогвардейского террора на городской территории появилось много братских могил.
В январе 1920 года красногвардейцы и шахтёры Александровска-Грушевского вместе с частями Красной Армии разгромили остатки белых частей генерала А. М. Назарова. В городе проходили жаркие бои, в которых среди других шахтёров участвовали: шахтёр рудника РОПИТ  Наседкин, командир отряда Петропавловского рудника – Чарнецкий Кирилл, шахтёр шахты № 2 - Чурсин, шахтёр шахты Старая Азовка - Влогов Фёдор и др.
Весной 1920 года, согласно решению Военно-революционного комитета под председательством Х. П. Чернокозова, в городе были собраны останки погибших за установление Советской власти и похоронены в одной братской могиле. Всего было захоронено около 10 тысяч человек.
Этот период истории отображён в городе Шахты памятником «Борцам за Советскую власть». Памятник был изготовлен на средства, заработанные жителями города во время воскресников. Автором памятника был скульптор Попов. Памятник открыт в 1927 году в  10-ю годовщину Октябрьской революции (на памятнике же написана дата — 1923 год).
Памятник борцам за Советскую власть представляет собой четырёхгранный обелиск. В верхней части обелиска установлен камень, символизирующий добываемый в шахтах города уголь. Высота памятника составляет 4 метра. Обелиск установлен на постаменте высотой 1 метр. На одной стороне барельефа высечено изображение добывающего уголь молотком при свете шахтёрской лампы шахтёра.  С двух сторон обелиска имеются надписи: «Рабочие и трудовое крестьянство никогда не забудут ваши заслуги перед революцией. Мы завершим начатое вами дело Красного Октября». «Пусть героизм павших воодушевит нас в революционной борьбе за полное торжество труда над капиталом».